# Руссов, Александр Андреевич
Алекса́ндр Андре́евич Ру́ссов (нем.  Alexander Adolf Russow; 1846, Санкт-Петербург (?), Российская империя — 4 [17] июля 1911, Териоки, Выборгская губерния, Великое княжество Финляндское, Российская империя) — действительный статский советник, доктор медицины, профессор, основатель и первый заведующий кафедрой детских болезней Клинического института Великой княгини Елены Павловны, второй главный врач детской больницы принца Петра Ольденбургского, председатель Санкт-Петербургского общества детских врачей, один из основоположников санкт-петербургской и российской школ врачей-педиатров. Происходит из семьи балтийских немцев, евангелическо-лютеранского вероисповедания.

## Биография
Родился в 1846 году, предположительно в Санкт-Петербурге в лютеранской семье Андриана Козьмича Руссова (Andreas Russow 1787 — 22.06.1877) и его жены Эмилии ур. Веттерголц (Emilie Wetterholz 15.07.1810 — 20.02.1880) — дочери петербургского ювелира Магнуса Веттергольца. Отец А. А. Руссова был предприимчивым петербургским купцом, основные торговые интересы которого находились в Финляндии.
После окончания 3-й петербургской гимназии, А. А. Руссов в 1866 году поступил в Императорскую Медико-хирургическую академию, которую успешно окончил в 1870 году. За год до этого в Академии была открыта первая в России кафедра детских болезней. Ею руководил профессор Василий Маркович Флоринский. Акушер по специальности, он тяготился ролью педиатра, и по его ходатайству чтение лекций по детским болезням и руководство детской клиникой было поручено приват-доценту Николаю Ивановичу Быстрову. А. А. Руссов оказался одним из первых его учеников, поскольку после окончания Академии был принят в его клинику. Работая в детской клинике баронета Я. В. Виллие, находившейся на территории Михайловской больницы, и сверхштатным врачом в «отделении для приходящих больных» Детской больницы принца Петра Ольденбургского, Александр Андреевич активно занялся исследовательской работой. В 1879 году он успешно защитил диссертацию «Сравнительные наблюдения над влиянием кормления грудью и искусственного кормления на вес и рост детей». А. А. Руссову была присуждена учёная степень доктора медицины.
С присуждением степени доктора медицины А. А. Руссову было доверено чтение лекций по детским болезням перед слушательницами Высших женских медицинских курсов, которые в 1872 году были открыты при Медико-хирургической академии. Эти курсы были закрыты уже в 1880 году, однако главным местом деятельности А. А. Руссова оставалась клиника детских болезней Академии под руководством профессора Н. И. Быстрова. Он тесно сотрудничал с К. А. Раухфусом в больнице принца Петра Ольденбургского, работал врачом в Институте ордена святой Екатерины для благородных девиц, а в 1885 году возглавил Петролюбовскую лечебницу для хронически больных детей Медико-филантропического комитета.

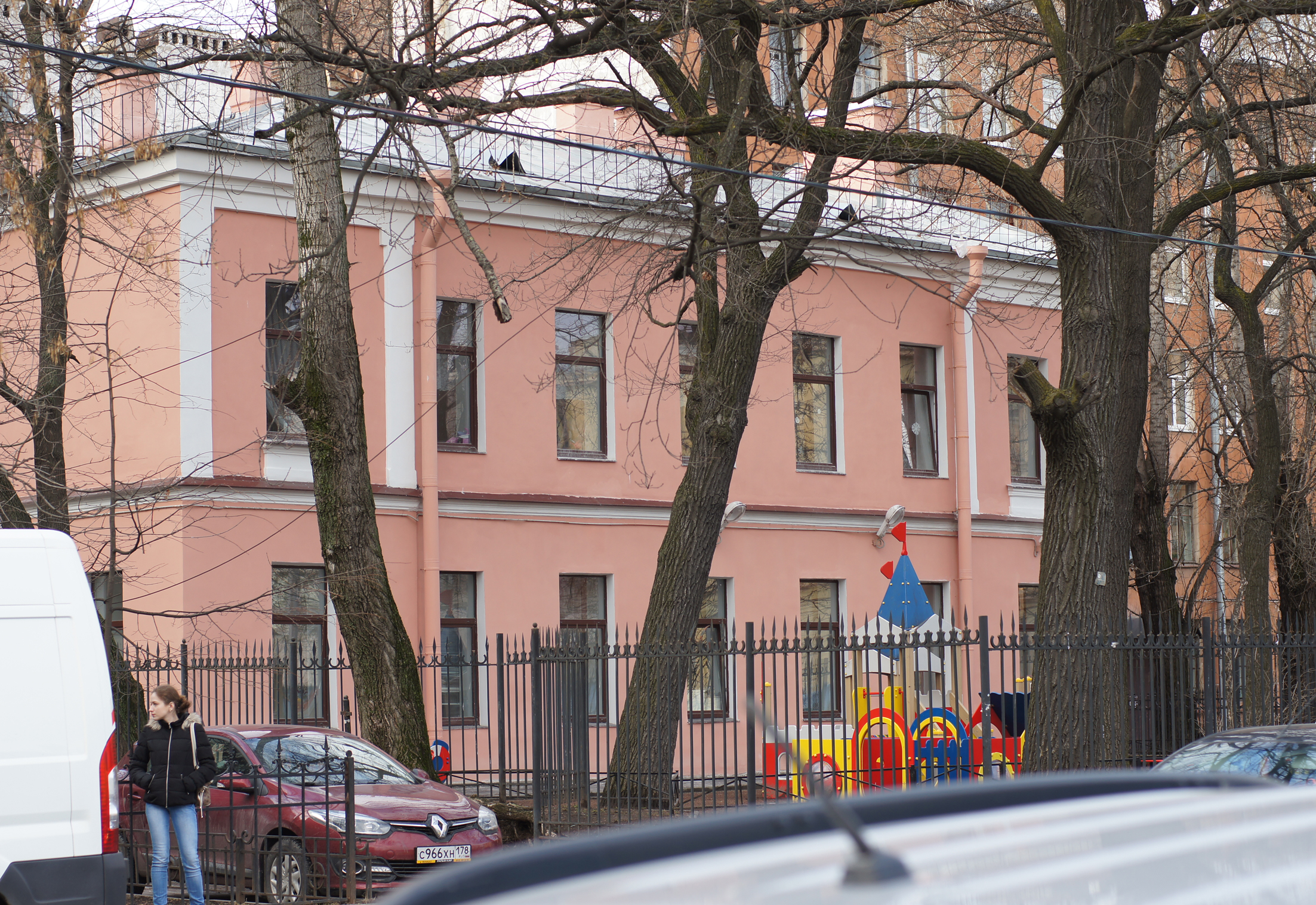
Здание Петролюбовской лечебницы для хронически больных детей Медико-филантропического комитета.

Эта небольшая больничка на 21 койку в Дегтярном пер., д 12 была построена на средства друга отца А. А. Руссова — купца 1-й гильдии, члена попечительского общества бедным и больным детям Петра Федоровича Коровина. По его воле возглавить эту лечебницу должен был именно Александр Николаевич (в настоящее время в этом историческом здании находится детский сад № 71). Вторую подобную лечебницу для хронически больных детей возглавила в Гатчине первая в России женщина-педиатр Анна Николаевна Шабанова.
В 1898 году А. А. Руссов был избран приват-доцентом по кафедре детских болезней Военно-медицинской академии. Руководил кафедрой профессор Николай Петрович Гундобин, который по возрасту был гораздо моложе Александра Андреевича, что вызывало некоторое напряжение. В 1890 году А. А. Руссов поступил на службу старшим врачом (совр.: начмед) больницы принца Петра Ольденбургского, став заместителем К. А. Раухфуса. Свою дальнейшую карьеру он связывал именно с этой больницей.
В 1901 г. А. А. Руссов вошёл в состав Собственной Его Императорского Величества канцелярии по учреждениям императрицы Марии (отделение по учреждению институтов императрицы Марии), где работал вместе с Николаем Ивановичем Луниным. Александр Андреевич всегда нёс весьма значительную и разнообразную общественную нагрузку. Так, будучи членом Общества детских врачей он неоднократно (1896—1897, 1900—1901, 1906—1907, 1910—1911 гг.) избирался его председателем, состоял членом Общества немецких врачей, был товарищем председателя «Союза для борьбы с детской смертностью в России», участвовал в работе Общества (комитета) школьных дач.
В 1904 году, со смертью профессора В. Н. Рейтца, Александр Андреевич возглавил преобразованную на основе ранее существовавшего курса кафедру детских болезней Клинического института Великой княгини Елены Павловны для научно-практического совершенствования врачей. Он руководил ею сначала в звании приват-доцента, а с 11 ноября 1905 г. в качестве профессора. Преподавание детских болезней для слушателей велось в стенах больницы принца Петра Ольденбургского и Елизаветинской больницы для малолетних детей. Последнюю, начиная с 1905 года, в течение трех лет возглавлял сам А. А. Руссов.
В 1908 году К. А. Раухфус решил уйти на покой. Он передал руководство своей больницей принца Петра Ольденбургского Александру Андреевичу но, как выяснилось, ненадолго. Смерть настигла его внезапно. 6 июля 1911 года Петербургская газета «Новое время» сообщила:

«В Териоках скончался 4 июля от кровоизлияния в мозг директор и главный доктор детской больницы принца П. Г. Ольденбургского профессор Александр Андреевич Руссов. Покойный пользовался обширнейшей популярностью, как выдающийся детский врач-практик и знаток детских болезней. Он прекрасно знал психологию детей и замечательно внимательно и любовно относился к своим многочисленным малолетним пациентам…»— 
Похоронили Александра Андреевича Руссова на лесном кладбище в Териоки (ныне Зеленогорск в предместье Санкт-Петербурга). С тех пор две войны прокатились по этой местности, и могила одного из первых детских докторов не обнаружена. Как представитель лютеранской церкви А. А. Руссов мог быть похоронен и на старом евангелическом кладбище в 7 км от Терийок по Кивеннапской дороге. Кладбище не сохранилось. О нем напоминает лишь памятный знак.
Преемником А. А. Руссова на посту главного врача и директора детской больницы принца Петра Ольденбургского стал его ближайший помощник и заместитель, доктор медицины Юлий Петрович Серк.

## Семья
- Жена: Аделаида Максимовна ур. Веттерголц (Adelaide Sophij Wetterholz) — кузина по линии матери.
- Сын: Андрей Александрович — выпускник Училища правоведения 1895 г., статский советник, чиновник канцелярии министра путей сообщения, затем чиновник для особых поручений при министре торговли и промышленности.
- Брат: Николай Андреевич — провизор, владелец аптеки на Невском пр., д. 79.
- Брат: Андрей Андреевич — коллежский советник, чиновник Санкт-Петербургского окружного суда.

## Некоторые научные труды
- Руссов А. А. Сравнительные наблюдения над влиянием кормления грудью и искусственного кормления на вес и рост детей. — СПб.: тип. Н.А. Лебедева, 1879. — 55 с. — (Дис. на степ. д-ра мед.).
- Шильдбах К. Г. Детская гимнастика. Руководство для родителей, учителей и дет. садовниц / Пер. с нем. А. Шабановой, ассист. Дет. клиники при Жен. врач. курсах Под ред. д-ра мед. А. Руссова, преп. дет. болезней на Жен. врач. курсах. — СПб.: тип. А.С. Суворина, 1880. — 101 с.
- Руссов А. А. Физиология и патология детского возраста. / Лекции д-ра мед. А.А. Руссова, чит. на Жен. врачеб. курсах. 1883/4 г.. — СПб.: тип. М.М. Стасюлевича, 1884. — 110 с.
- Руссов А. А. Гваякол, как наружное жаропонижающее средство. — СПб.: изд. врач Е. Кротова, 1894. — 48-62 с.
- Руссов А. А. Болезни детей в первые годы жизни. — СПб.: типо-лит. П.И. Шмидта, 1887. — 44 с.
- Руссов А. А. Случай слизистого отека у 2 1/2 летней девочки /[Соч.] Прив.-доц. А.А. Руссова, ст. врача Дет. больницы принца Петра Ольденбургского. — СПб.: тип. М.М. Стасюлевича, 1898. — 8 с.

#### Доклады на заседаниях Общества детских врачей
| Статистика заболеваний детей по возрастам         | 21.03.1887 | Сведения о заболеваемости и смертности за 1888 г. | 28.02.1889 |
| Сведения о заболеваемости и смертности за 1889 г. | 1890       | Гваякол как наружное жаропонижающее средство      | 09.03.1894 |
| Случай слизистого отёка у 2,5-летнего ребенка     | 04.04.1894 | Punctio spinalis                                  | 28.09.1895 |
| Препарат мозга с абсцессом (дем.)                 | 1895       | Опухоли грудной полости                           | 15.10.1898 |
| Инородное тело в трахее (дем.)                    | 04.03.1899 | Кисты поджелудочной железы                        | 26.10.1899 |
| Прибор Daland’а (дем.)                            | 1900       | Слизистый отек у ребенка                          | 10.10.1901 |
| Столбняк у 11-летнего ребенка                     | 10.10.1901 | О болезни Möller-Balow’а                          | 13.10.1904 |
| Памяти Н. И. Быстрова                             | 17.10.1906 | Слово в честь 50-летия К. А. Раухфуса             | 28.10.1907 |
— 

## Интересные факты
В воскресенье, 26 января 1914 года «Петербургская газета» № 25 писала:

Клиника памяти профессора Руссова
26-го января состоится освящение и открытие при клиническом институте Великой княгини Елены Павловны клиник имени покойного профессора Руссова. Покойный профессор А. А. Руссов оставил по себе светлую память врача, удивительно чутко и внимательно относившегося к своим пациентам; специальностью профессора Руссова были детские болезни.
Много сделал покойный профессор в деле борьбы с детской смертностью. Почитатели покойного А. А. Руссова решили увековечить память гуманного профессора и собрали между собой довольно значительную сумму для устройства клиник имени А. А. Руссова. Собрано всего 40 000 рублей, на оборудование открывающейся клиники израсходованы лишь проценты с этих денег. Сами же деньги представляют из себя пока неприкосновенный капитал, проценты с которого будут расходоваться на содержание открываемых новых палат для маленьких больных детей.
Новая клиника рассчитана пока на 15 кроватей. Заведовать новой клиникой будет доктор Н. Р. Блуменау.

## Адреса в Петербурге
- 1895—1905 гг. Литейный пр., д. 53;
- 1906—1908 гг. Фонтанка, д. 152 (квартира в здании Елизаветинской больницы для малолетних детей);
- С 1908 г.: Лиговская ул., д. 8 (квартира в здании больницы им. К. А. Раухфуса).

## Награды
- орден Святой Анны 3-й ст. (1883);
- орден Святого Владимира 3-й ст. (1893);
- орден Святого Станислава 1-й ст. (1902);
- медаль «В память царствования императора Александра III»[16].